# Корнев, Виктор Игоревич
Ви́ктор И́горевич Ко́рнев (род. 28 сентября 1988) — российский кёрлингист.
Чемпион (2009) и призёр чемпионатов России среди мужчин. В составе смешанной сборной России участник чемпионатов Европы среди смешанных команд. Призёр чемпионатов России и розыгрышей Кубка России среди смешанных команд. В составе юниорской мужской сборной команды России участник чемпионатов мира среди юниоров.
В «классическом» кёрлинге (команда из четырёх человек одного пола) в основном играл на позициях первого и второго.
Мастер спорта России международного класса (20.05.2009, кёрлинг).
Выступал за клуб «Москвич» (Москва).

## Достижения
- Чемпионат России по кёрлингу среди мужчин: золото (2009), серебро (2006, 2008).
- Чемпионат России по кёрлингу среди смешанных команд: серебро (2009).
- Кубок России по кёрлингу среди смешанных команд: бронза (2009).

## Команды
| Сезон                                          | Четвёртый         | Третий              | Второй              | Первый              | Запасной                            | Тренер                                     | Турниры                               |
| ---------------------------------------------- | ----------------- | ------------------- | ------------------- | ------------------- | ----------------------------------- | ------------------------------------------ | ------------------------------------- |
| 2005—06                                        | Артём Болдузев    | Андрей Дроздов      | Антон Калалб        | Алексей Стукальский | Виктор Корнев                       |                                            | ЧРМ 2006                              |
| 2007—08                                        | Артём Болдузев    | Антон Калалб        | Алексей Стукальский | Виктор Корнев       |                                     |                                            | ЧРМ 2008                              |
| 2008—09                                        | Андрей Дроздов    | Алексей Стукальский | Артём Болдусев      | Валентин Деменков   | Виктор Корнев                       |                                            | ЧМЮ 2009 (7 место)                    |
| 2008—09                                        | Андрей Дроздов    | Алексей Стукальский | Антон Калалб        | Виктор Корнев       |                                     |                                            | ЧРМ 2009                              |
| 2009—10                                        | Артём Болдузев    | Алексей Стукальский | Виктор Корнев       | Вадим Раев          | Евгений Архипов                     | Василий Гудин                              | ЧМЮ 2010 (10 место)                   |
| 2009—10                                        | Евгений Архипов   | Вадим Раев          | Виктор Корнев       | Сергей Манулычев    |                                     |                                            | КРМ 2009 (8 место) ЧРМ 2010 (8 место) |
| 2010—11                                        | Александр Кириков | Роман Кутузов       | Вадим Школьников    | Виктор Корнев       |                                     |                                            | КРМ 2010 (5 место)                    |
| Кёрлинг среди смешанных команд (mixed curling) |                   |                     |                     |                     |                                     |                                            |                                       |
| 2008—09                                        | Александр Кириков | Анна Сидорова       | Виктор Корнев       | Галина Арсенькина   |                                     | Ольга Андрианова, Светлана Калалб          | КРСК 2008 (9 место)                   |
| 2008—09                                        | Александр Кириков | Яна Некрасова       | Пётр Дрон           | Галина Арсенькина   | Виктор Корнев, Анна Сидорова        |                                            | ЧЕСК 2008 (4 место)                   |
| 2008—09                                        | Анна Сидорова     | Виктор Корнев       | Александра Саитова  | Владимир Собакин    |                                     |                                            | ЧРСК 2009                             |
| 2009—10                                        | Роман Кутузов     | Дарья Козлова       | Александр Козырев   | Александра Саитова  | Виктор Корнев, Анастасия Прокофьева | О.А. Андрианова, Н.Н. Петрова, С.Я. Калалб | КРСК 2009                             |
| 2009—10                                        | Яна Некрасова     | Роман Кутузов       | Дарья Козлова       | Александр Козырев   | Виктор Корнев, Александра Раева     |                                            | ЧЕСК 2009 (6 место)                   |
| 2010—11                                        | Александр Кириков | Маргарита Фомина    | Вадим Школьников    | Галина Арсенькина   | Виктор Корнев, Ольга Зябликова      |                                            | КРСК 2010 (5 место)                   |
| . . .                                          |                   |                     |                     |                     |                                     |                                            |                                       |

(скипы выделены полужирным шрифтом)